# Ектор Балей
Ектор Балей (на испански: Héctor Baley) е аржентински футболист, вратар.

## Кариера
Ектор Балей започва професионалната си кариера в края на 1960-те години в Естудиантес, но за младия вратар е почти невъзможно да се конкурира с Алберто Полети, спечелил 3 последователни Копа Либертадорес и Междуконтиненталната купа. Балей има само 3 мача и напуска отбора в края на 1971 г.
След това той играе за Колон и Уракан. С Уракан, Балей става истински лидер и получава покана за националния отбор на Аржентина. На световното Балей е само резервен вратар и не играе, но също така става световен шампион. Общо играе за Аржентина в 13 мача.

## Отличия

### Международни
Аржентина
- Световно първенство по футбол: 1978